# (243491) Mühlviertel
(243491) Mühlviertel ist ein Asteroid des inneren Hauptgürtels. Er wurde am 20. Oktober 2009 vom österreichischen Amateurastronomen David Voglsam an der Sternwarte Davidschlag (IAU-Code 540) in Kirchschlag bei Linz in enger Zusammenarbeit mit Erwin Obermair und Erich Meyer entdeckt.
Das Objekt besitzt einen Durchmesser von gut zweieinhalb Kilometern. Es wird der Spektral-Klasse S oder C zugeordnet und die Absolute Helligkeit beträgt 17 mag. Der mittlere Durchmesser von (243491) Mühlviertel wurde mithilfe des Wide-Field Infrared Survey Explorers (WISE) mit 2,742 (±0,111) Kilometer berechnet, die dunkle Albedo mit 0,045 (±0,007) lässt auf eine kohlenstoffreiche Zusammensetzung (dunkler als Kohle) schließen.
Der Asteroid wurde nach dem Mühlviertel, einer Landschaft in Oberösterreich, benannt. Gründe hierfür waren der Standort des Observatoriums im Mühlviertel sowie die dortige geringe Lichtverschmutzung.

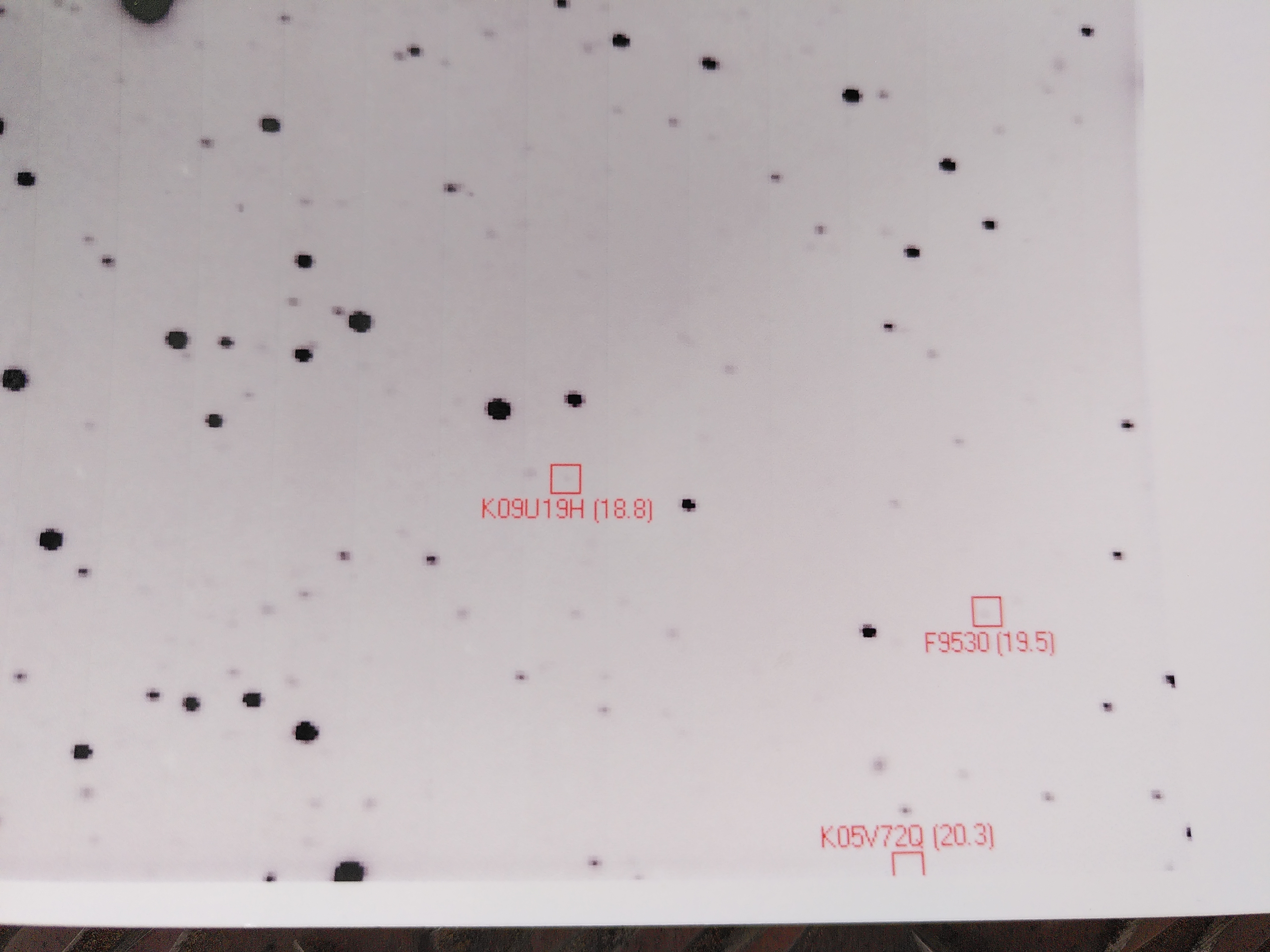
Entdeckungaufnahme des Asteroiden

Im Zuge des „Festival der Regionen“ in Oberösterreich wurde 2023 das durch die EU finanzierte Kunst Projekt „Waiting for (243491) Mühlviertel“ von Moritz Batz und Laura Farmwald in Freistadt vorgestellt.